# 比尔比尔
比尔比尔（法語：Burbure，法語發音：[byʁbyʁ]）是法国上法蘭西大區加来海峡省的一个市镇，属于贝蒂讷区。

## 地理
比尔比尔（50°32'19"N, 2°28'1"E）面积5.53 平方千米，位于法国上法蘭西大區加来海峡省，该省份为法国北部沿海省份，西北濒北海，南至索姆省，东临北部省。
与比尔比尔接壤的市镇（或旧市镇、城区）包括：利莱尔、欧谢勒、阿卢阿涅、费尔费。

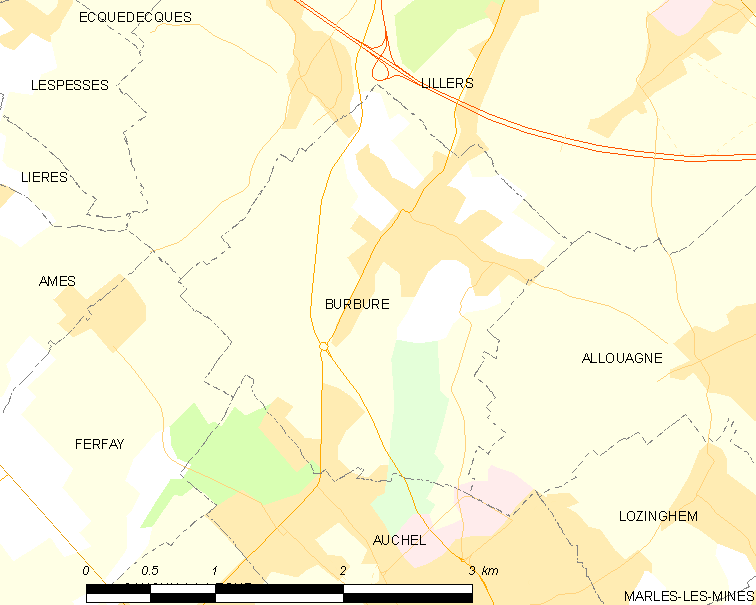
比尔比尔的OSM定位图

比尔比尔的时区为UTC+01:00、UTC+02:00（夏令时）。

## 行政
比尔比尔的邮政编码为62151，INSEE市镇编码为62188。

## 政治
比尔比尔所属的省级选区为利莱尔县。

## 人口

1962-2008年间比尔比尔人口变化图示

比尔比尔于2022年1月1日时的人口数量为2827人。